# Hugo Mensdorff-Pouilly
Hugo Mensdorff-Pouilly (celým jménem německy Hugo Franz Maria Karl Friedrich Alfons Heinrich Rafael Graf von Mensdorff-Pouilly; 24. října 1929 Boskovice – 21. listopadu 2023 Praha) patřil k moravskému šlechtickému rodu lotrinského původu Mensdorff-Pouilly. Po roce 1948 zůstal v Československu, živil se např. jako garážmistr, po roce 1990 působil v diplomatických službách. Byl čestným rytířem Maltézského řádu a Řádu sv. Jiří, evropského řádu Domu Habsbursko-Lotrinského. Spolu se sourozenci restituoval zámek a hrad Boskovice a další statky zkonfiskované rodině po roce 1948.

## Život

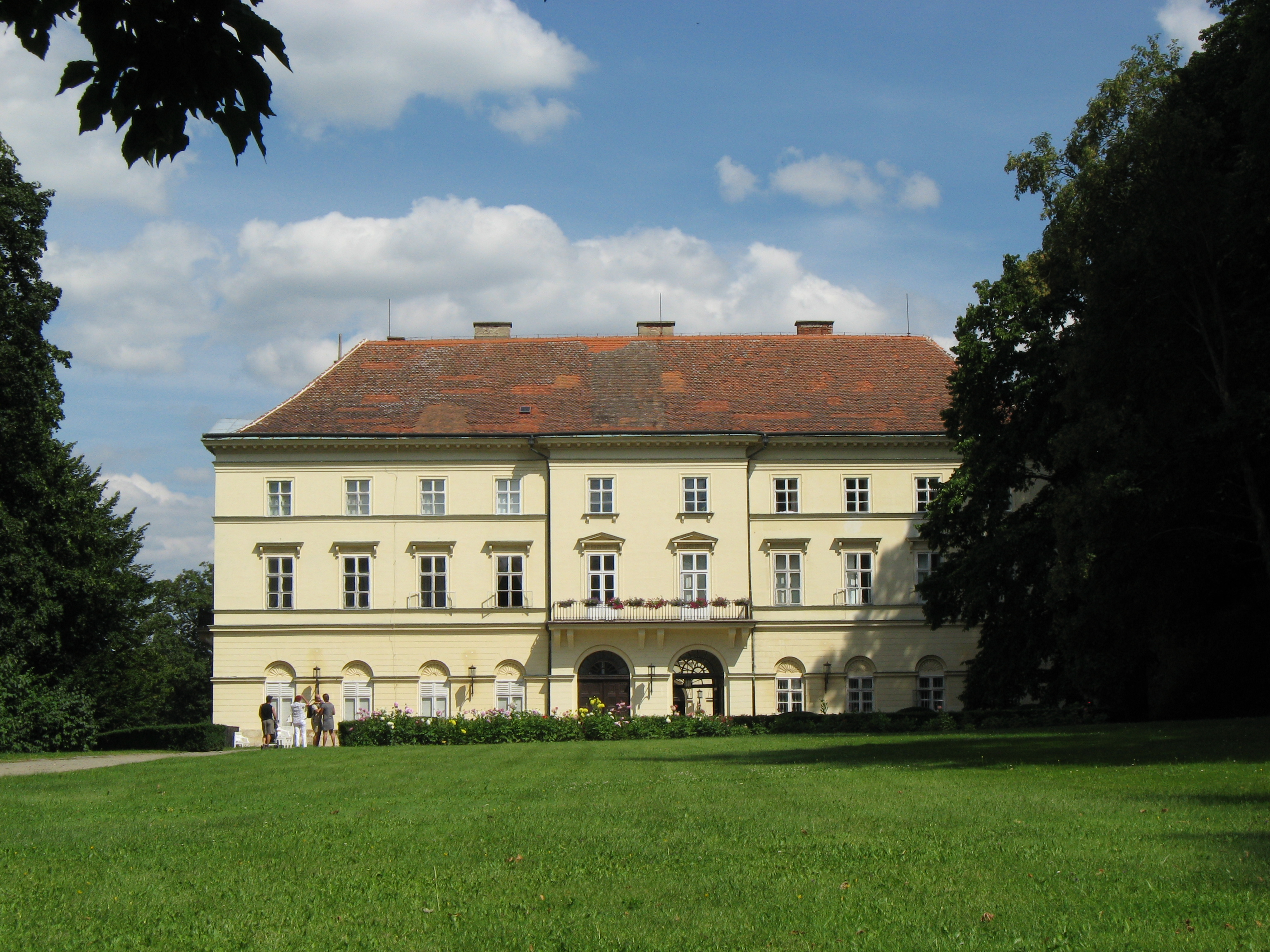
Zámek Boskovice

Narodil se jako čtvrtý syn Alfonse Karla Mensdorff-Pouilly (1891 Boskovice – 1973 Boskovice), signatáře Národnostního prohlášení české šlechty v září 1939, a jeho manželky Marie, rozené Strachwitzové (1901 Zdounky – 1971 Boskovice). Rodina byla přes své předky spřízněna s několika evropskými vládnoucími rody. Když bylo Hugovi osm let, podržel hůl bývalému bulharskému carovi Ferdinandu I., který se zastavil na návštěvu v Nečtinách, západočeském sídle Mensdorffů, během léčení v Karlových Varech.
Doma mluvili německy a česky, po roce 1939 jen česky. Hugo měl sedm sourozenců, z nichž tři (Emanuel, Marie a Ida Žofie) od malička trpěli nevyléčitelnou nemocí. Domácího učitele měl pouze v první třídě, poté navštěvoval základní školu v Boskovicích. Do páté třídy a následně na klasické gymnázium chodil v Brně. Protože bylo Brno bombardováno, od kvinty do oktávy docházel na gymnázium v Boskovicích.

### Po roce 1948

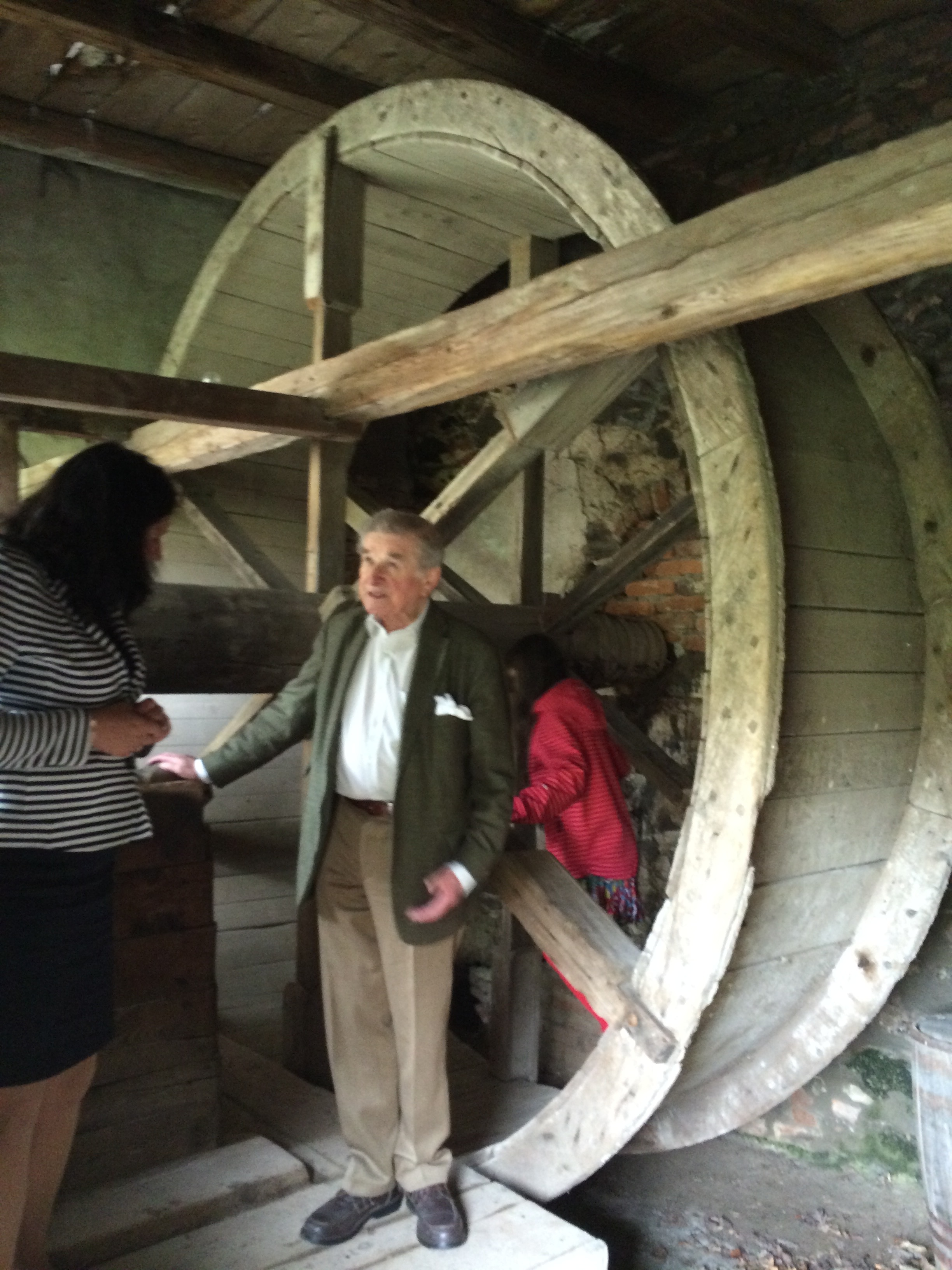
Hugo hrabě Mensdorff-Pouilly u studničního šlapacího kola (16. stol.) na svém hradě Boskovice (2014).

Po komunistickém puči se otec neúspěšně pokusil o emigraci, byl v Bratislavě zatčen a internován. Po propuštění z pracovního tábora se vrátil do Boskovic, kde pak pracoval jako dělník a skladník. Jako jediný ze synů zůstal v Československu i Hugo. Studium na gymnáziu už nemohl dokončit, byl vyloučen měsíc před maturitou. Také mu bylo odňato volební právo. Znovu odjel do Bratislavy, v hotelu Carlton byl zadržen, obviněn z potulky a poslán do tábora nucených prací. Dva měsíce strávil v Novákách, kde pracoval v chemické továrně. Tehdy na něj také tlačila Státní bezpečnost, aby podepsal spolupráci. Na vojnu nastoupil s ročním zpoždění, protože mě zraněné koleno a chodil o holi. Bydlel tehdy na Malé Straně v Praze. Vojenskou službu nastoupil v roce 1951 u PTP v Libavé. Pracoval ve stavebnictví do roku 1954, kdy byly PTP zrušeny. Pak prošel různá povolání, byl např. garážmistrem v Praze a posléze referentem výrobního družstva pro zpracování plastických hmot. V roce 1968 odjel se ženou a synem do Francie, ale po dvou týdnech se vrátili. Po smrti otce v roce 1973 si od památkářů pronajal několikapokojový byt po rodičích  na zámku v Boskovicích, který používal jako sklad nábytku a při pobytu v Boskovicíh tam přespával.

### Po roce 1989
V červnu 1990 se stal pracovníkem ministerstva zahraničních věcí. Čtyři roky byl vicekonzulem v Paříži, pak v letech 1995–2007 působil v Praze na velvyslanectví Řádu maltézských rytířů. V rámci restitucí po roce 1989 dostal společně se sourozenci zpět boskovický zámek a další rodinné majetky (4500 hektarů lesa a 450 hektarů zemědělské půdy). Podílel se také na několika vydáních publikace Almanach českých šlechtických rodů.
Odsuzoval Benešovy dekrety. Netajil se monarchistickým přesvědčením; 25. listopadu 2017 mu bylo uděleno čestné členství v Koruně České (monarchistické straně Čech, Moravy a Slezska), jež strana uděluje významným osobnostem veřejného života, které jsou s ní myšlenkově spřízněny a významně se zasloužily o propagaci jejích myšlenek.
Zemřel 21. listopadu 2023 v Praze ve věku 94 let jako poslední ze sourozenců. Poslední rozloučení se zesnulým se konalo 11. prosince 2023 v kostele sv. Jakuba v Boskovicích, rekviem celebroval brněnský biskup Vojtěch Cikrle, po smutečních obřadech byla rakev s ostatky uložena do rodinného hrobu na hřbitově v Boskovicích, kde byli pohřbeni i jeho rodiče.

## Rodina
V Praze se 13. dubna 1963 oženil s Barborou Polákovou (26. 1. 1943 Praha – 19. 6. 2010 Čerčany). Rozvedli se v roce 1986. Narodil se jim syn Jan (* 17. 2. 1964 Praha), povoláním matematik. RNDr. Jan Mensdorff (nepíše se Mensdorff-Pouilly) žije v Praze a pracuje jako programátor.